# Liste der Hafenstädte in Lettland

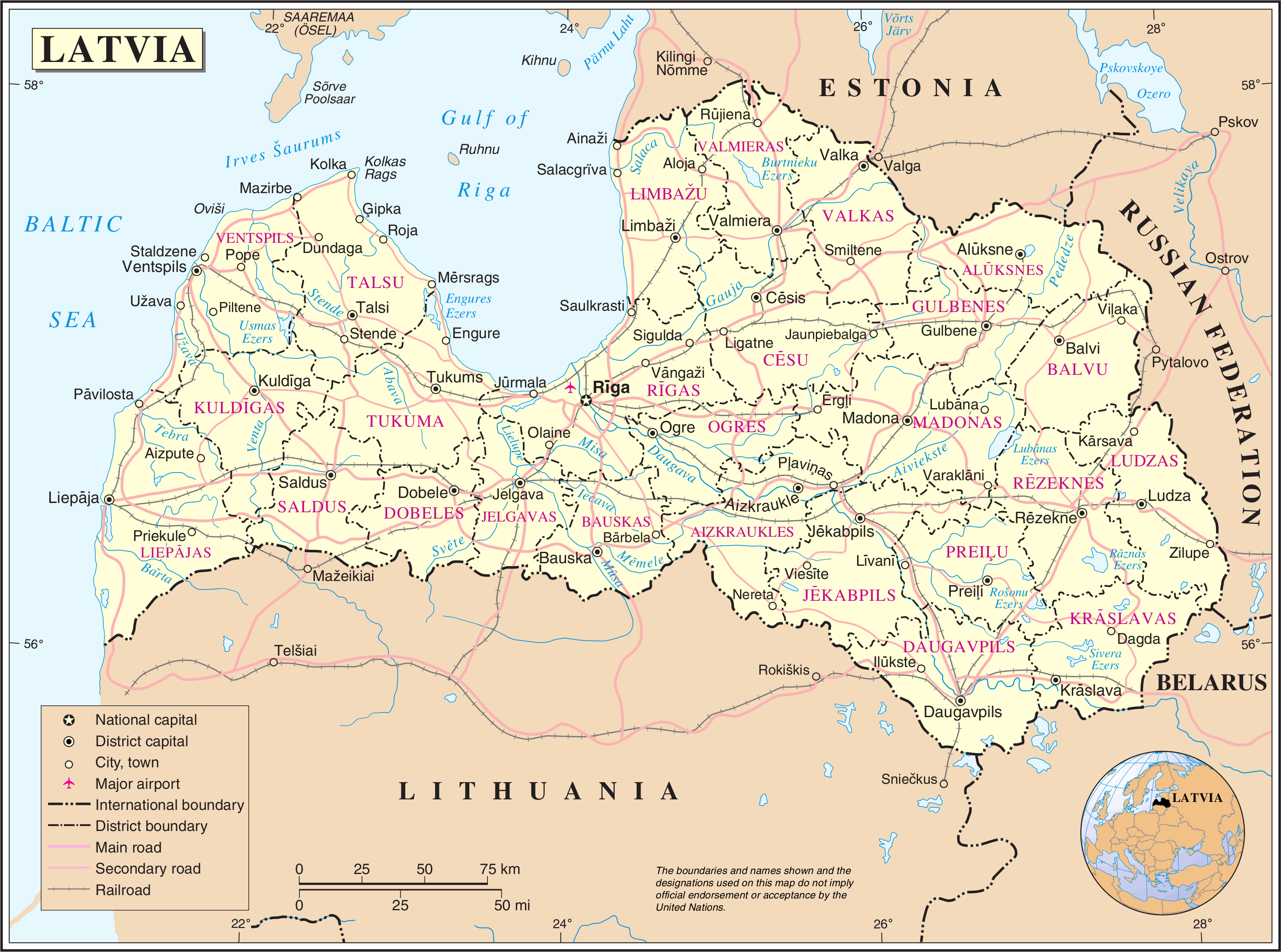
Lettland

Diese Liste enthält lettische Hafenstädte, Häfen in Lettland in der Abfolge der Küstenlinie von Südwesten im Uhrzeigersinn. Sie kann also Häfen für Fischerei, Handels-, Passagier- oder Kreuzfahrthäfen, Container-, Fährenterminals und Marinas umfassen.

## Liste der Hafenstädte
| Hafenort   | Lage | Hafentyp                                                                   | Bemerkung |
| ---------- | ---- | -------------------------------------------------------------------------- | --- |
| Liepāja    | (⊙)  | bedeutender Handels- und Fischereihafen                                    | Ganzjährig eisfrei. Der zaristische Flottenstützpunkt wurde bereits im Ersten Weltkrieg zerstört, jetzt Ruine. |
| Pāvilosta  | (⊙)  | kleiner Fischereihafen und Marina                                          | |
| Ventspils  | (⊙)  | bedeutender Handels- und Fischereihafen                                    | Das Ölterminal hat Pipelineanschluss zum Export des russischen Erdöls |
| Roja       | (⊙)  | kleiner Fischereihafen                                                     | |
| Mērsrags   | (⊙)  | kleiner Fischereihafen                                                     | |
| Bērzciems  | (⊙)  | kleiner Fischereihafen                                                     | |
| Engure     | (⊙)  | kleiner Fischereihafen                                                     | |
| Riga       | (⊙)  | bedeutendster Handels- und Fischereihafen, Fährhafen und Flottenstützpunkt | Der Hafen Riga lag bereits zur Zeit der Stadtgründung an der Daugava. Mit dem Anschluss an das gesamtrussische Eisenbahnnetz wuchs die Bedeutung Rigas als Seehafen stark an. Zwei weitere Häfen im Stadtgebiet wurden angelegt: Bolderaa (Bolderaja) und Mühlgraben (Vecmilgravs). |
| Skulte     | (⊙)  | See- und Fischereihafen                                                    | |
| Salacgrīva | (⊙)  | kleiner Fischereihafen                                                     | |
| Ainaži     | (⊙)  | See- und Fischereihafen                                                    | |

## Staatliche Hafenbehörde
Der Sitz der lettischen Schifffahrtsbehörde befindet sich in Riga.